# Damm
S.A. Damm er et spansk bryggeri, der blev etableret i Barcelona i 1876 af de alsatiske August Kuentzmann Damm og Joseph Damm. Det er det primære bryggeri i Barcelona.
De kendeste produkter inkluderer Estrella Damm, Voll-Damm, Xibeca og Estrella Levante.